# Анжеліка Вашингтон
Анжеліка Вашингтон (англ. Anjelika Washington, нар. 15 травня 1998, Бейкерсфілд, Каліфорнія, США) – американська акторка відома своєю роллю Фаріди у фільмі Netflix «Висока дівчина» та Бет Чепел/Доктор Мід-Найт у серіалі «Старґерл з Всесвіту DC.

## Біографія
Анжеліка Вашингтон народилась і виросла у Каліфорнії.
Здобула визнання за роль Фаріди у фільмі Netflix «Висока дівчина». Вашингтон також з'явилася як Глорія в онлайн-шоу ATTN Girls Room.

## Фільмографія
| Рік       |   | Українська назва | Оригінальна назва | Роль                |
| --------- | - | ---------------- | ----------------- | ------------------- |
| 2017      | с | Втікачі          | Runaways          | Герт №2             |
| 2018      | с | Юний Шелдон      | Young Sheldon     | Ліббі               |
| 2015      | ф | Висока дівчина   | Tall Girl         | Фаріда              |
| 2020      | с | Жіноча кімната   | Girl Room         | Глорія              |
| 2020—2022 | с | Старґерл         | Stargirl          | Бет Чапел / МідНайт |
| 2021      | ф | Моксі            | Moxie             | Амая                |
| 2022      | ф | Висока дівчина 2 | Tall Girl 2       | Фаріда              |
| 2022      | ф | Любов і морозиво | Love and Gelato   | Едді                |